# Gadídeos
Gadídeos (Gadidae) é uma família de peixes actinopterígeos pertencentes à ordem Gadiformes. Também são conhecidos como bacalhau.

## Géneros
- Arctogadus
- Boreogadus
- Eleginus
- Gadiculus
- Gadus
- Melanogrammus
- Merlangius
- Microgadus
- Micromesistius
- Pollachius
- Raniceps
- Therargra
- Trisopterus
- Urophycis

1. ↑  «Gadídeo». Michaelis